# Antonio Janni
Antonio Janni (født 19. september 1904 i Santena, død 29. juni 1987 i Torino) var en italiensk fodboldspiller, som deltog i de olympiske lege 1928 i Amsterdam.
Janni spillede næsten hele sin karriere i Torino F.C., hvor han begyndte i 1919. I 1937 stoppede han i klubben og spillede en enkelt sæson i Varese, inden han indstillede den aktive karriere. Han spillede 322 kampe for Torino og scorede 48 mål. Han var med til at sikre klubben det italienske mesterskab i 1927 (en titel, der senere blev frataget klubben på grund af en bestikkelsesaffære) og 1928 samt vinde Coppa Italia i 1936.
Janni var udtaget for Italien til OL 1924 i Paris, men fik ikke spilletid i turneringen. Han debuterede på landsholdet i en kamp mod Tyskland i november samme år, hvor han scorede kampens eneste mål (hans eneste landskampsmål).. Ved OL 1928 i Amsterdam spillede han fire kampe: I sejren over Frankrig med 4-3, den uafgjorte kamp mod Spanien (1-1) i den første kvartfinale, dernæst sejren i omkampen tre dage senere med 7-1, samt semifinalen mod Uruguay, som Italien tabte med 2-3. Uruguay vandt senere finalen mod Argentina, mens Italien (uden Janni) sikrede sig bronze i kampen mod Egypten, som endte 11-3.
Han spillede i alt 23 landskampe fra 1924 til 1929.
Efter sin aktive karriere blev Janni træner frem til 1960. I den periode trænede han blandt andet Varese, Torino og S.P.A.L.